# 喬瑟區
喬瑟區（羅馬化：Chausskiy rayon）是白俄羅斯東部莫吉廖夫州的一個區，行政中心为喬瑟，面積1,471.39平方公里，2009年人口21,242，人口密度每平方公里14.44人。